# Валлийцы
Валли́йцы (англ. Welsh people; самоназвание — Cymru) — кельтский народ, населяющий Уэльс (Великобритания). Древнее их название — «кимры» (по-валлийски оно означает «соотечественники») — продолжает оставаться самоназванием валлийцев и в настоящее время. По их имени названа Камбрия — область в Англии. 
Общая численность — около 6 миллионов человек, из которых два миллиона проживают в Уэльсе, где они составляют 2/3 населения. На валлийском языке на 2012 год говорило больше 700 000 человек.
Как один из кельтских народов, валлийцы отделились от бриттов — другого кельтского народа, ранее населявшего территорию современной Великобритании.

## Этимология
Слова «Уэльс» и «валлиец» восходят к прагерманскому слову *Walhaz, что означает «иностранец», «незнакомец», «римлянин», «говорящий на кельтском языке». Этим термином германцы пользовались в отношении народов, населявших Римскую империю. Он происходит от названия галльского племени вольков, которых германцы первыми встретили во время своей экспансии на территорию Рима и позднее называли так все романизированные народы, которые встречали в дальнейшем. Считается, что ранее кельтоязычные племена были расселены почти по всей Европе, поэтому от «вольков» остались такие топонимы, как Валлония (Бельгия), Валлис (Швейцария), Валахия (Румыния), окончание «уолл» в названии Корнуолл.
Самоназвание народа — Cymru — происходит от бриттского слова combrogi со значением «соотечественники».

## Религия
Большинство валлийцев придерживаются протестантского вероисповедания. Самый большой вес имеет Пресвитерианская церковь Уэльса. Исконной религией бриттов было кельтское, позднее кельто-римское язычество. Остатки языческого эпоса сохранились в цикле сказаний «Мабиногион».
Очень популярен цикл легенд о Короле Артуре и Мерлине. Именно там впервые упоминается национальный символ Уэльса — флаг с Красным драконом (по-валлийски — Ddraig Goch).

## Язык
Валлийский или кимрский язык относится к бриттской группе кельтских языков и распространён в Уэльсе, а также Чубуте, колонии валлийцев-иммигрантов в регионе Патагонии в Аргентине. Он близок таким языкам, как корнский и бретонский.
Согласно данным 2012 года, на валлийском языке говорило более 700 000 человек. Согласно переписи 2011 года, говорящие по-валлийски составляли 19 % населения Уэльса.

## Расселение
За пределами Великобритании больше всего валлийцев проживает в США — почти два миллиона человек. Крупная община, насчитывающая 450 тысяч человек, есть в Канаде. Потомки валлийцев живут в Австралии (125 тыс.), Аргентине (75 тыс., в основном в Патагонии), Чили (30 тыс.), Новой Зеландии (10 тыс.). По некоторым оценкам, около 4 % американцев, австралийцев, канадцев, новозеландцев имеют частично валлийское происхождение.

### Комментарии
1. ↑  Включая лиц смешанного происхождения.

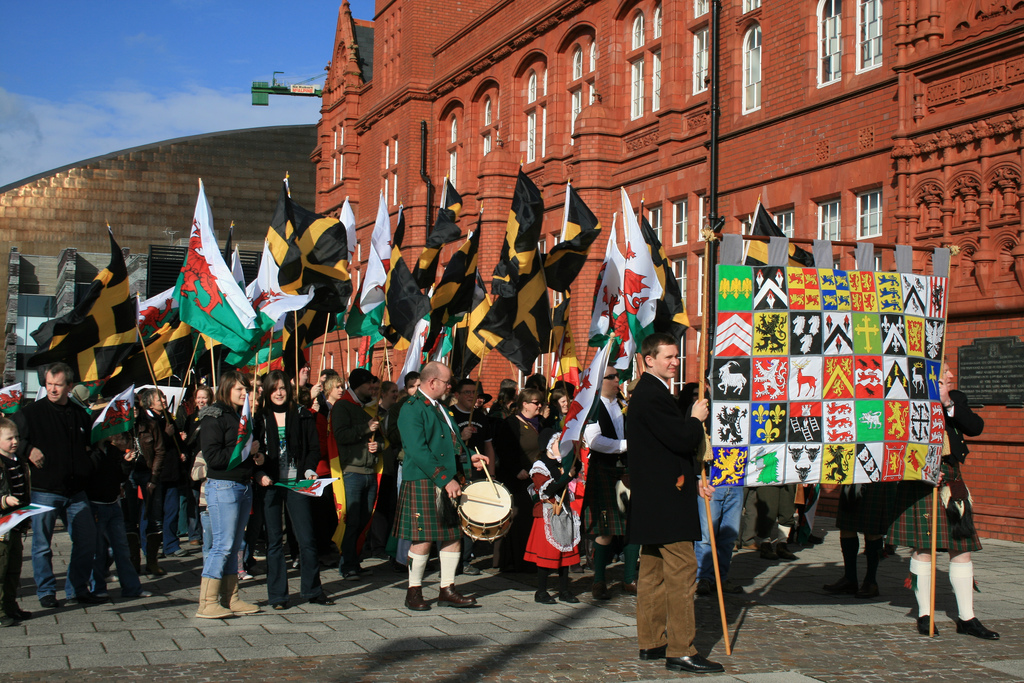
Празднование дня святого Давида в Кардиффе

2. ↑  Нынешний вариант остался по аналогии с устаревшей передачей названия Уэльса — Валлис, — а также для большего удобства произношения.
3. ↑  Необходимо помнить, что «keltoi/keltae» на своём родном языке называли себя только племена, населявшие территории между реками Сеной и Марной; лишь позднее римляне стали так именовать различные племенные группы, обосновавшиеся в Галлии, используя слово «кельт» (celt), как синоним слова «галл».